# Jason Berken
Jason Thomas Berken (né le 27 novembre 1983 à Green Bay, Wisconsin, États-Unis) est un ancien lanceur droitier des Ligues majeures de baseball qui a joué pour les Orioles de Baltimore et les Cubs de Chicago.

## Carrière
Pendant ses études supérieures à l'Université de Clemson, il évolue sous les couleurs des Clemson Tigers. Lanceur partant, il enregistre 18 victoires pour 6 défaites en trois saisons.
Drafté en juin 2006 par les Orioles de Baltimore, il passe près de trois ans en Ligues mineures, évoluant successivement avec les Aberdeen IronBirds (A, 2006), les Frederick Keys (A, 2007), les Bowie Baysox (AA, 2008-2009) et les Norfolk Tides (AAA, 2009).
Il débute en Ligue majeure le 26 mai 2009 et signe à cette occasion sa première victoire au plus haut niveau. Il effectue 24 départs comme lanceur partant des Orioles en 2009 et remporte 6 victoires contre 12 défaites avec une moyenne de points mérités très élevée de 6,54.
Il est converti en lanceur de relève la saison suivante et fait bien avec une moyenne de 3,03 points mérités accordés par partie en 62 manches et un tiers lancées. Il remporte trois victoires et encaisse autant de défaites en 41 parties.
En 2011, les Orioles envoient Berken en relève à 40 reprises. Sa moyenne de points mérités grimpe à 5,36 en 47 manches au monticule. Il gagne un match et en perd deux.
Il est réclamé au ballottage le 7 septembre 2012 par les Cubs de Chicago.

## Statistiques
| Saison | Équipe    | G  | GS | CG | SHO | V | D  | SV | IP    | SO  | ERA  |
| ------ | --------- | -- | -- | -- | --- | - | -- | -- | ----- | --- | ---- |
| 2009   | Baltimore | 24 | 24 | 0  | 0   | 6 | 12 | 0  | 119.2 | 66  | 6,54 |
| 2010   | Baltimore | 41 | 0  | 0  | 0   | 3 | 3  | 0  | 62.1  | 45  | 3,03 |
| Totaux | Totaux    | 65 | 24 | 0  | 0   | 9 | 15 | 0  | 182.0 | 111 | 5,34 |

Note : G = Matches joués ; GS = Matches comme lanceur partant ; CG = Matches complets ; SHO = Blanchissages ; 
V = Victoires ; D = Défaites ; SV = Sauvetages ; IP = Manches lancées ; SO = Retraits sur des prises ; ERA = Moyenne de points mérités.